# Tony Roberts

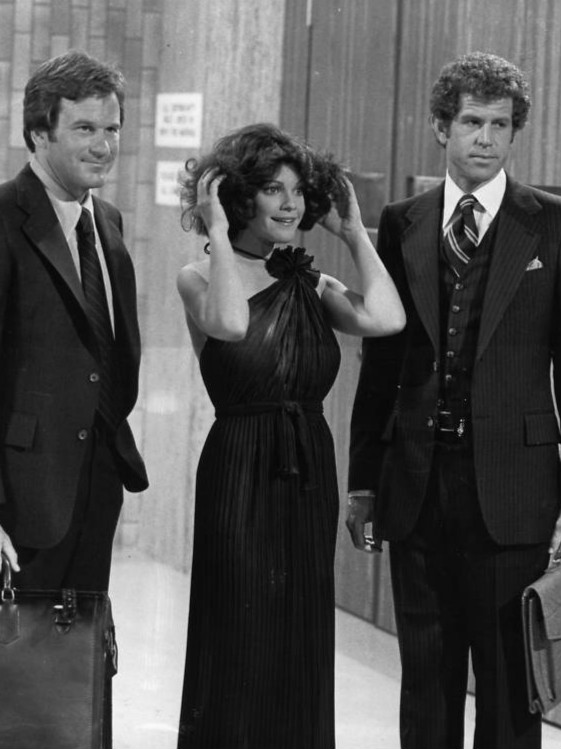
Tony Roberts (rechts) samen met Squire Fridell en Julie Cobb in 1977

David Anthony 'Tony' Roberts (Manhattan (New York), 22 oktober 1939 – aldaar, 7 februari 2025) was een Amerikaans acteur.

## Biografie
Roberts is geboren in de borough Manhattan (New York) van New York, en zijn familie was Joods. Hij heeft gestudeerd aan de Northwestern-universiteit in Illinois.
Roberts begon met acteren in het theater en maakte in 1961 zijn debuut op Broadway met het toneelstuk Take Her, She's Mine. Hierna heeft hij nog meerdere rollen gespeeld op Broadway en off-Broadway.
Roberts begon in 1965 met acteren voor televisie in de televisieserie The Trials of O'Brien. Hierna heeft hij nog meerdere rollen gespeeld in  televisieseries en films. In de jaren zeventig verscheen hij in belangwekkende films als de biografische misdaadfilm Serpico (1973), de actiethriller The Taking of Pelham One Two Three  (1974), de Franse komedie Le Sauvage (1975) en de romantische tragikomedie Annie Hall (1977). In de jaren tachtig werkte hij nog vier keer samen met Woody Allen, onder meer in de tragikomedies Stardust Memories (1980) en Radio Days (1987).
Roberts was van 1969 tot en met 1975 getrouwd en heeft hieruit één dochter.
Roberts overleed op 7 februari 2025 op 85-jarige leeftijd aan longkanker.

## Filmografie

### Films
Selectie:
- 1991 - Switch (Blake Edwards) – als Arnold Freidkin
- 1987 - Radio Days (Woody Allen) – als Emcee
- 1986 - Hannah and Her Sisters (Woody Allen) – als Norman
- 1983 - Amityville 3-D (Richard Fleischer) – als John Baxter
- 1982 - A Midsummer Night's Sex Comedy (Woody Allen) – als Maxwell
- 1980 - Stardust Memories (Woody Allen) – als Tony
- 1980 - Just Tell Me What You Want (Sidney Lumet) - als Mike Berger
- 1977 - Annie Hall (Woody Allen) – als Rob
- 1975 - Le Sauvage (Jean-Paul Rappeneau) – als Alex Fox
- 1974 - The Taking of Pelham One Two Three (Joseph Sargent)  – als Warren LaSalle
- 1973 - Serpico (Sidney Lumet) – als Bob Blair
- 1972 - Play It Again, Sam (Herbert Ross) – als Dick
- 1971 - Star Spangled Girl (Jerry Paris) – als Andy Hobart

### Televisieseries
Uitgezonderd eenmalige gastrollen.
- 1988 The Thorns – als Sloan Thorn – 12 afl.
- 1985 The Lucie Arnaz Show – als Jim Gordon – 6 afl.
- 1984 The Four Seasons – als Ted Bolen – 13 afl.
- 1978 – 1979 The Love Boat – als Jack Chenault – 3 afl.
- 1977 Rosetti and Ryan – als Joseph Rosetti – 7 afl.

## Theaterwerk opBroadway
- 2009 The Royal Family – als Oscar Wolfe
- 2007 – 2008 Xanadu – als Danny Maguire / Zeus
- 2006 Barefoot in the Park – als Victor Velasco
- 2000 – 2002 The Tale of the Allergist's Wife – als Ira
- 1998 – 2004 Cabaret – als Herr Schultz
- 1995 – 1997 Victor / Victoria – als Caroll Todd
- 1993 – 1994 The Sisters Rosensweig – als Mervyn Kant
- 1992 – 1993 The Seagull – als Dr. Dorn
- 1989 – 1990 Jerome Robbins' Broadway – als Emcee / Pseudolus / Pa / sigaar / Tevye / Floy
- 1986 – 1987 Arsenic and Old Lace – als Mortimer Brewster
- 1985 – 1986 Doubles – als George
- 1979 Murder at the Howard Johnson's – als Mitchell Lavell
- 1979 – 1981 They're Playing Our Song – als Vernon Gersch
- 1974 – 1976 Absurd Person Singular – als Geoffrey
- 1972 – 1973 Sugar – als Joe
- 1969 – 1971 Play It Again, Sam – als Dick Christie
- 1968 – 1972 Promises, Promises – als Chuck Baxter
- 1967 – 1968 How Now, Dow Jones – als Charley
- 1966 – 1967 Don't Drink the Water – als Axel Magee
- 1964 The Last Analysis – als Max
- 1963 – 1965 Barefoot in the Park – als Paul Bratter
- 1962 Something About a Soldier – als een soldaat
- 1962 – 1961 Take Her, She's Mine – als Richard Gluck

- Bibsys: 7072471
- Biblioteca Nacional de España: XX1015620
- Bibliothèque nationale de France: cb14012656p (data)
- Gemeinsame Normdatei: 135515947
- International Standard Name Identifier: 0000 0001 1031 8619
- Library of Congress Control Number: no90007950
- MusicBrainz: 930940fb-db98-4116-864a-3806eae3f137
- Nationale Bibliotheek van Tsjechië: xx0160931
- Nationale bibliotheek van Australië: 42244782
- Nationale Bibliotheek van Israël: 987007457509205171
- Nationale Bibliotheek van Polen: a0000001806180
- Istituto Centrale per il Catalogo Unico: RAVV088917
- SNAC: w6j39p83
- Système universitaire de documentation: 059411325
- Virtual International Authority File: 101143685
- WorldCat: E39PBJbtvrB36R4tGkFt3WK8G3